# گورپشته لبه‌ای

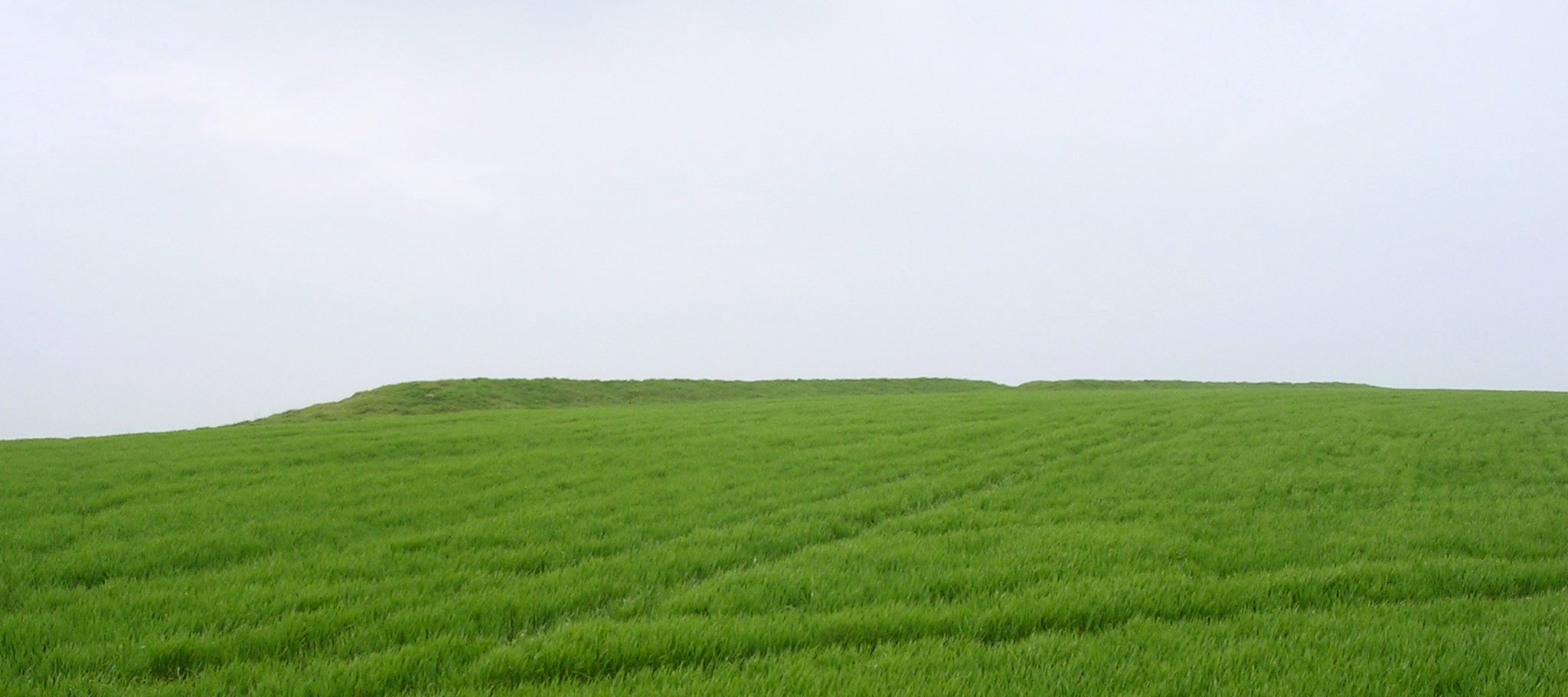
گورپشتهٔ لبه‌ای در دورست انگلستان.

گورپشته لبه‌ای (انگلیسی: Bank barrow) نوعی گورپشته است که اوجی‌اس گرافورد نخستین بار در ۱۹۳۸ آن را تعریف کرد. گورپشته‌های لبه‌ای در بریتانیا به شکل پشته‌ای کشیده و داری شیاهای موجی هستند و ارتفاع و عرضشان در تمام طول گورپشته نسبتاً ثابت است. این یادمان‌ها معمولاً در میانهٔ دوران نوسنگی ایجاد شده‌اند.